# Клайв Стейпълс Луис
Клайв Стейпълс Луис (на английски: Clive Staples Lewis), известен повече като К. С. Луис, е северноирландски писател, литературен критик, есеист, професор по английска литература и християнски теолог.
Добива известност с художествените си произведения „Писмата на Душевадеца“, „Хрониките на Нарния" и „Космическа трилогия“.
К. С. Луис е близък приятел с Дж. Р. Р. Толкин. Двамата са водещи фигури във Факултета по англицистика в Оксфордския университет и в литературния клуб „Инклинги“. В своите мемоари „Застигнат от радостта" Луис отбелязва, че е покръстен скоро след раждането си, но през юношеството си се отдалечава от вярата. Под влиянието на Толкин и други приятели, на 32-годишна възраст Луис се завръща в Англиканската църква.
През 1956 г. се жени за американската писателка Джой Дейвидман Грешъм, по-млада от него със 17 години, която умира от рак четири години по-късно на 45-годишна възраст. Луис умира три години след нея от бъбречна недостатъчност. Кончината му е слабо отразена в медиите, тъй като на същия ден – 22 ноември 1963 г. е застрелян президентът на САЩ Джон Кенеди и умира друг известен писател – Олдъс Хъксли.
Книгите на К. С. Луис са преведени на над тридесет езика и от тях са продадени милиони екземпляри. Книгите от поредицата „Хрониките на Нарния“ са най-популярни и са адаптирани за сцена, телевизия, радио и кино.

## Биография

### Произход и младежки години
Клайв Стейпълс Луис е роден на 29 ноември 1898 г. в Дъндела Вилас, предградие на Белфаст, Северна Ирландия в семейството на Албърт Джеймс Луис – успешен адвокат и Флоранс Огъста Луис (по баща Хамилтън) – дъщеря на англикански свещеник. Има по-голям с 3 години от него брат – бъдещия офицер и историк Уорън Хамилтън Луис (Уорни). На 4-годишна възраст, скоро след като кучето му Джакси е убито от кола, Луис заявява, че вече и неговото име ще е Джакси. Първоначално не отговаря на никое друго име, но впоследствие приема името Джак, с което е известен сред приятелите си до края на живота си. През април 1905 г. той се мести със семейството си в построения от баща му семеен дом в източната част на Белфаст, наречен „Малката Леа“. Луис и Уорън си играят в някои от празните стаи, дългите коридори, тайните кътчета, а когато вали и братовчед им е на гости, се крият в големия дървен гардероб – дело на техните дядовци и слушат как Джак разказва истории.
На 8-годишна възраст Луис чете свободно, като се увлича по ирландските народни приказки, „Пътешествията на Гъливер“ на Джонатан Суифт, новелите на Едит Несбит, проявява интерес към антропоморфни животни и разказите на Биатрикс Потър. Често пише и илюстрира свои собствени истории, а заедно с брат си създават света Боксен, обитаван и управляван от животни.
Луис е обучаван от частни учители, но след смъртта на майка му от рак през август 1908 г. бива изпратен в училище Уинярд в Уотфорд, Хартфордшър, Англия, където учи и брат му. Там Луис се запознава с научнофантастичните произведения на Хърбърт Уелс и с тези на други автори, касаещи пътешествията във времето. През юли 1910 г. училището е затворено заради липса на ученици и през септември същата година Луис постъпва в колежа Кембъл на 1 миля от „Малката Леа“, който напуска през септември поради респираторни проблеми.
Луис бива изпратен в Малвърн, Англия – известен курорт за хора с белодробни болести и постъпва в подготвителното училище Чербърг в Грейт Малвърн, където остава от януари 1911 до юни 1913 г. По това време печели стипендия благодарение на отлично написаното си есе по английски. Луис открива музиката на немския композитор Рихард Вагнер и се увлича по скандинавската митология, за която научава предимно от исландски източници. Започва да отдава по-голямо значение на природата, творбите му се отдалечават от Боксен и придобиват нови форми (епична поезия и опера), за да успеят да уловят новооткрития му интерес.
През септември 1913 г. Луис започва обучението си в колежа Малвърн в Устършър, Англия, където остава до юли 1914 г. През този период се запознава с един от най-близките си приятели – Артър Грийвз, загърбва християнската вяра и става атеист, като започва да се интересува от окултизъм.
През септември 1914 г. Луис напуска колежа и отива в Грейт Букхам, графство Съри, за да се обучава при стария учител на баща си и бивш директор на колежа Лурган (Северна Ирландия) – Уилям Т. Къркпатрик, атеист, логик и рационалист. Заниманията с Къркпатрик пораждат у него любов към гръцката литература и митология, и усъвършенстват реторическите му умения. Чете произведенията на Омир (Илиада и Одисея), Едмънд Спенсър (Faerie Queene), Джон Милтън, Уилям Бътлър Йейтс, Джон Кийтс, Пърси Биш Шели и Джефри Чосър.
През март 1916 г. Луис се запознава с произведението на Джордж Макдоналд – „Phantastes“, като го нарича „великото литературно преживяване“. Макдоналд повлиява силно на Луис в последвалото му завръщане към християнството.
През декември 1916 г. Луис печели една от трите стипендии за класически езици на Университетския колеж в Оксфорд.

#### „Ирландският ми живот“
При първото си пристигане в Англия Луис преживява своеобразен културен шок: „Никой англичанин не може да разбере първото ми впечатление от Англия“, пише по-късно в мемоарите си Surprised by Joy (1955) и продължава: „Странните английски акценти, които ме заобикаляха, ми приличаха на гласове на демони. Но това, което беше най-лошо, бе английският пейзаж... той бе същината на спора; в онзи момент у мен се зароди омраза към Англия, която отне дълги години да бъде излекувана.“
От детските си години Луис се потапя първо в скандинавската и гръцката, а по-късно и в ирландската митология и литература, и проявява интерес към ирландския език, въпреки че няма доказателства някога да е полагал усилия да го научи. Започва да изпитва привързаност към Йейтс, отчасти защото последният използва ирландското келтско наследство в поезията си.
През 1921 г. Луис се среща с Йейтс два пъти, тъй като Йейтс се мести в Оксфорд. Изненадан от безразличието на връстниците си към Йейтс и т. нар.  „Движение за келтско възраждане“ Луис пише: „Често ме изненадва как хората, които срещам, напълно игнорират Йейтс: вероятно възванието му е чисто ирландско и ако е така, слава на бога, че съм ирландец“. След обръщането му към християнството интересите на Луис гравитират около християнската духовност и постепенно се отдалечават от езическия келтски мистицизъм.

### Следване в Оксфорд и Първа световна война
Луис започва обучението си в Оксфорд на 26 април 1917 г., но е принуден да остави следването и да постъпи в британската армия.
По време на обучението си за армията  в Оксфорд Луис дели стаята си с друг кадет на име Едуард Кортни Франсис „Пади“ Мур (1898 – 1918). Силното приятелство с Пади и с неговото семейство оказва важно влияние върху бъдещия писател. Пади запознава Луис с майка си Джейни Кинг Мур („Минто“) и между 18-годишния кадет и 45-годишната Мур бързо се заражда приятелство. Той често я представя като своя майка и именно така се обръща към нея в писмата си.
По време на войната Луис е назначен за командир на Трети батальон в Съмърсетския пехотен полк. Отива на фронта при долината на река Сома, Франция на 19-ия си рожден ден и заварва окопната война в разгара ѝ. На 15 април 1918 г. е ранен в битката при Арас от неулучил целта си английски снаряд. Известно време прекарва в болница и по време на възстановяването си страда от депресия и носталгия. Връзката му с г-жа Мур се оказва изключителна важна за Луис по време на престоя му в болница, тъй като баща му не го посещава. Сестрата на Пади – Морийн разказва, че брат ѝ и Луис си обещават, ако някой от тях загине, оцелелият да се грижи за семейството му. Пади загива на фронта през 1918 г. и Луис спазва обещанието си, като се грижи за майка му до постъпването ѝ в болница в края на 40-те години.
След оздравяването си през октомври е назначен в Андовър, Хампшър, Англия, където се уволнява през декември 1918 г.
През януари 1919 г. Луис се връща в университета, като е освободен от задължителния изпит за продължаване на бакалавърска степен благодарение на прекараната военна служба. През същата година публикува и първата си книга – стихосбирката „Угнетен дух“ (Spirits in Bondage) под псевдонима Клайв Хамилтън, която е приета добре от критиката, но хладно от читателите.
През 1921 г. Луис заживява под наем с г-жа Мур и дъщеря ѝ в Хедингтън Куори близо до Оксфорд. Междувременно получава три бакалавърски степени с отличие: по гръцка и латинска литература (1920 г.), философия и древна история (1922 г.) и английски език и литература (1923 г.).
През август 1930 г. всички заедно се местят в „Хилсбъроу“, Уестърн Роуд, Хедингтън, а през октомври Луис, брат му – лейтенант Уорън и г-жа Мур закупуват заедно къща на име „The Kilns“ в покрайнините на Хедингтън Куори, където заживяват.

### Кариера в Оксфорд
Луис започва преподавателската си кариера още като студент в Оксфорд, където постига най-високи резултати от целия курс в три дисциплини.
Става член на научното дружество и преподавател в колежа „Модлин“ в Оксфорд от 1925 до 1954 г., а по-късно става и първият професор по средновековна и ренесансова английска литература в университета в Кеймбридж и член в колежа „Модлин“ в Кеймбридж. По това време той застъпва тезата, че не е имало такова нещо като Английски ренесанс.
Голяма част от академичните му творби са съсредоточени върху Късното средновековие и по-точно върху използването на алегорията в този период. Неговата „Алегория за любовта“ (1936) вдъхва нов живот на сериозното изучаване на късните средновековни разкази като „Роман за Розата“. Луис пише няколко предговора към стари творби на литературата и поезията. Неговата „Предговор към Изгубеният рай“ все още е един от най-добрите критични погледи върху произведението на Джон Милтън. Последната му академична творба „Забравени образи: Въведение в средновековната и ренесансовата литература“ (1964) представлява общ поглед върху средновековните виждания за света.
Луис става доктор по литература в Квебекския (1952) и Манчестърския (1959) университети, почетен доктор по литература в университетите на Дижон (1962) и Лион (1963), почетен член на съвета на оксфордския колеж „Модлин“ (1955) и Кеймбриджкия университетски колеж (1958). През 1937 г. става стипендиант на издателството „Виктор Голанц“, през 1948 – член на Кралското литературно общество; през 1957 г. е удостоен с почетния медал на фонда Карнеги.
Като учен е известен със своите изследвания на английската литература през средновековието, като теолог – с трудовете, разглеждащи християнството от гледната точка на човек, който е загубил вяра в детството и се върнал към нея вече в зряла възраст.

#### Инклингите
Луис е плодовит писател и неговият кръг литературни приятели става неформален кръжок, познат като Инклинги, в който влизат Дж. Р. Р. Толкин, Чарлз Уилямс, Невил Когил, Лорд Дейвид Сесил, Оуен Барфийлд, както и братът на Луис Уорън. Като „рождена дата“ на кръжока един от членовете посочва декември 1929 г. Приятелството между Луис, Когил и Толкин се заражда, когато стават членове на читателски кръжоци, организирани от последния, които приключват във времето около създаването на кръга на Иклингите. В Оксфорд Луис е опекун на поета Джон Бечиман, критика Кенет Тинън, мистика Бийд Грифитс и софиста Мартин Лингс. Интересно е, че религиозният и консервативен Бечиман ненавижда Луис, а противникът на официалната религия Тинън запазва възхищението си от Луис за цял живот.

#### Духовен прелом
Луис израства в набожно семейство, но на 15-годишна възраст става атеист. Той парадоксално описва това с думите: „Бях много сърдит на Господ за това, че не съществува“.
Отдалечаването му от християнството започва, когато се зараждат интересите му към окултното и започва да гледа на религията си като на скучно задължение. Луис цитира Лукреций („За природата на нещата“) като един от най-силните аргументи на атеизма:
„Nequaquam nobis divinitus esse paratam
Naturam rerum; tanta stat praedita culpa“.
„Ако Господ бе сътворил света, нима щеше
да е свят толкова немощен и погрешен, както го виждаме.“
Интересът му към книгите на Джордж Макдоналд е едно от нещата, които го отдалечават от атеизма. Това се вижда най-добре от „разговора“ между Луис и Макдоналд в полубиографичната „Великата раздяла“. Луис бавно се завръща към християнството, повлиян и от аргументите на колегата му в Оксфорд Дж. Р. Р. Толкин, с който изглежда се запознава на 11 май 1926 г., както и от книгата на Гилбърт Кийт Честъртън „Вечният човек“ (The Everlasting Man). До покръстването си Луис се бори ожесточено с признаването на Господ (както е описано в автобиографията му „Застигнат от радостта“).
След като признал съществуването на Бог през 1929 г., Луис се покръства като християнин през 1931 г., след дълга дискусия по време на вечерна разходка с двама близки приятели – Толкин и Хюго Дайсън. За разочарование на Толкин обаче Луис се присъединява към Англиканската църква, а не към Католическата.

### Познанство и брак с Джой Дейвидман
В късните си години Луис си кореспондира със 17-години по-младата от него и изключително интелигентна американска поетеса и писателка от еврейски произход Джой Дейвидман, бивша комунистка и атеистка, приела християнството. Първото писмо на Дейвидман пристига в Англия през януари 1950 г., а през август 1952 г. тя за пръв път се среща с Луис по време на гостуването ѝ при приятелка в Англия, когато е поканена от него на обяд в колежа „Модлин“ в Оксфорд. Дейвидман, намираща се в брачна криза с американския писател Уилям Линдзи Грешъм, би желала да получи съвет по въпроса, както и мнението на Луис за книгата си за Десетте божи заповеди, която пише. Луис я кани да отседне в къщата му „The Kilns“ и се радва на нейните остроумни забележки и способността ѝ да го разсмива. Двамата се срещат отново в началото на декември 1952 г. в Лондон и Луис я кани да прекара Коледа в къщата му, където обменят интелектуален опит.
Дейвидман започва бракоразводно дело по взаимно съгласие с алкохолизирания си съпруг, което завършва през август 1954 г. През ноември 1953 г. тя пристига в Англия с двамата си сина – Дейвид и Дъглас и се установява в графство Съри с финансовата помощ на Луис. В средата на декември те гостуват в дома на Луис, където писателят им показва ръкописа на една от книгите си от поредицата за Нарния – „Брий и неговото момче“ и обещава да посвети книгата на двете момчета. Братът на Луис – Уорън пише, че между Джак и Джой се заражда бързо приятелство: „За Джак първоначалната привлекателност бе безсъмнено интелектуална. Джой бе единствената жена, която той бе срещал... която имаше ум равен на неговия по гъвкавост, дълбочина на интересите и аналитично схващане, и над всичко това по чувство за хумор и забавление“.
Джой и двамата ѝ сина гостуват отново на Луис през лятото и по време на Коледните празници на 1954 г., а през 1955 г. се местят в къща в Хедингтън близо до Оксфорд и срещите им зачестяват. Луис започна да търси мнението и критиката на Дейвидман, когато твори и тя служи за вдъхновение за някои от неговите книги, а нейната последна творба – „Димът на планината: тълкуване на Десетте божи заповеди“ е публикувана през 1955 г. в Англия с предговор от К. С. Луис.
Първоначално Луис приема Дейвидман единствено като приятна интелектуална компания и личен приятел, и на тази основа приема да встъпи в граждански брак с нея на 23 април 1956 г., за да може тя да получи британско гражданство и да има право да остане във Великобритания. След сватбата двойката продължава да живее поотделно.
През юни 1956 г., след преглед поради болки в бедрото, Дейвидман е диагностицирана с последна фаза на рак на костите и рак на гърдата, и претърпява 3 операции и радиотерапия. Болестта ѝ засилва привързаността на Луис към нея и той желае да сключат църковен брак. Тъй като тя е разведена, което не съответства на изискванията на Англиканската църква за сключване на брак по онова време, техен приятел – преподобният Питър Байд – изпълнява ритуала пред болничното ѝ легло в Оксфорд през март 1957 г.
Скоро ракът влиза в кратка ремисия и двойката живее като семейство (заедно с Уорън) до рецидива и смъртта на Джой на 13 юли 1960 г. Двамата отиват на късен меден месец в Уелс и със самолет на 10-дневна почивка в Ирландия. През октомври 1959 г. ракът се завръща и Джой не отговаря на лечението. През април 1960 г. съпрузите отиват на 11-дневна почивка с приятелска двойка в Гърция и Егейско море. Луис се радва да види места, за които чете вече 50 г.: Атина, Микена, Родос, Хераклион и Кносос; той обича да ходи, но не и да пътува, и това е единственото му преминаване отвъд Ламанша след 1918 г. След завръщането им в Англия Джой претърпява операция за рак на гърдата, след което бързо се влошава и умира в съня си на 13 юли.
Луис адаптира епитафията си за смъртта на Чарлз Уилямс за гроба на съпругата си:
„Тук целият свят – звезди, вода, въздух, и поля, и гори, отразени в един ум, лежи захвърлен като ненужна дреха в пепелта, но въпреки това с надеждата, че Тя, възродена от светата бедност, в немощни земи, оттук насетне ще може да ги възроди на нейния Великден".
Той отглежда двамата сина на Джой след смъртта ѝ. Докато Дъглас, подобно на майка си и Луис, е християнин, Дейвид е юдаист.
Книгите на Луис, вдъхновени от Джой, са четири: новелата „Докато имаме лица“, „Четири вида любов“, „Размисли върху псалмите“ и „Наблюдение над мъката", сърцераздирателната малка книжка, която Джой никога не вижда.
„Докато имаме лица“ се базира на мита за Купидон и Психея. Джой вдъхновява образа на Оруал – кралицата на Глоум, грозна, но страстна, копнееща да обича и да бъде обичана, ревнива и властна. Историята до голяма степен е тази на нейното изкупление. Издадена е през септември 1956 г. в Англия. Темата е любовта. Понякога Луис я счита за най-добрата си новела, а понякога това е „Переландра“.
„Четирите вида любов“ (изд. на бълг. като „Четири пъти любов“) анализира обичта, приятелството, ероса и милосърдието, докато „Докато имаме лица“ ги изобразява в действие. Началото поставят някои записи на касети за радио излъчване в САЩ. Луис избира „четирите вида любов“ като своя тема, но не завърша разговорите до лятото на 1958 г. Те никога не са широко излъчвани, но 12 години по-късно е пуснат в продажба албумът на Луис „Четири разговора за любовта“. Той се съгласява да използва радио сценария като основа за книгата си, която е публикувана през март 1960 г.
„Размисли върху Псалмите“ е публикувана през есента на 1958 г., а преди това са продадени над 11 хил. копия. Впоследствие Луис моли да се присъедини към Комитета на седемте, за да преразгледа превода на псалмите, поместени в „Книгата за Обща молитва“ на Англиканската църква. Пълната версия е публикувана през 1963 г. като „Ревизиран псалтир“.
„Наблюдение на мъката“ е най-личната от четирите и ни разказва най-много за връзката му с Джой, тя е един вид катарзис. „За да се освободи, той направи това, което бе правил и преди – написа книга за това, книга, която е много кратка и отчайващо истинна“, пише неговият приятел и биограф Джордж Сойър: „Този мистичен опит да познаваш и обичаш Нея, същността на Радостта, бе до края на живота му“. Книгата описва болката от тежката загуба на съпругата му и трудността на Луис да си върне вярата толкова лично и пронизващо, че първоначално е издадена под псевдонима Н. У. Кларк. По ирония на съдбата много приятели на Луис му я препоръчват като начин да се справи със собствената си тъга: „Отидете при Него, когато нуждата ви е отчаяна, когато всяка друга помощ е напразна. И какво намирате? Затръшната в лицето ви врата и звука от заключване, и двойно заключване от вътрешната страна. След това – мълчание“, пише Луис. И още: „Тя беше моя дъщеря и моя майка, моя ученичка и моя учителка, моя поданичка и мой суверен; и винаги, имайки всичко това като разрешение, моя надеждна другарка, приятелка, другар в мореплаването, другар-войник... Ако никога не бяхме се влюбили, щяхме въпреки това винаги да бъдем заедно и да предизвикаме скандал.“
Малко копия биват продадени при излизането на книгата, за разлика от 1964 г., когато тя е преиздадена посмъртно и авторството му е обявено публично с разрешението на изпълнителя на завещанието
Джой е и директна вдъхновителка на няколко стихотворения, публикувани 1 година след смъртта на автора в том, редактиран от Уолтър Хупър, със заглавие „Стихотворения“. Хупър ги озаглавява „Жилеща радост“, „Спомен за стария поет“, „Докато руините падат“.
През 1985 г. излиза телевизионният филм за живота на Луис и Дейвидман „Земя на сенките“, а през 1993 г. и филмът на голям екран със същото заглавие.

### Последни години
В месеците след смъртта на Джой Луис пише една от най-добрите си книги за литературна критика „Експеримент с критиката“, публикувана през 1961 г. Първоначално творбата не е приета добре от критиците, но 5 години по-късно тя вече е сочена за връх и е считана за най-влиятелната критична книга на писателя, както и за най-малко нападателната.
В началото на юни 1961 г. Луис започва да има здравословни проблеми от увеличена простата и е диагностициран с нефрит, който причинява отравяне на кръвта. Болестта е причината да пропусне есенния семестър в Кеймбридж, но през 1962 г. здравето му се подобрява и през април той се завръща в университета. Здравето изглежда да се подобрява и според приятеля му Джордж Сойър Луис е здрав към пролетта на 1963 г. Въпреки това на 16 юли 1963 г. Луис се влошава и е приет в болница. На следващия ден той получава сърдечен удар и изпада в кома, от която неочаквано се събужда на по-следващия ден. След изписването му от болницата Луис се прибира у дома, но е прекалено слаб, за да се върне на работа. В резултат от това през август той си подава оставката в Кеймбридж като професор по Средновековна и Ренесансова литература и е избран за Доктор хонорис кауза на колежа „Модлин“ в Кембридж. Здравето му продължава да се влошава и в средата на ноември той е диагностициран с последна фаза на бъбречна недостатъчност. На 22 ноември 1963 г. Луис припада в спалнята си в 17:30 ч и умира няколко минути по-късно, точно една седмица преди 65-ия си рожден ден. Погребан е в двора на църквата „Света Троица“ в Хедингтън Куори, близо до Оксфорд. Почти десет години по-късно, на 9 април 1973 г. умира и брат му Уорън Хамилтън Луис и е погребан до него. На надгробния им камък пише: „Мъжете трябва да устояват на тръгването си оттук“.
Отразяването в медиите на кончината на Луис е слабо поради покушението срещу Кенеди и смъртта на Олдъс Хъксли. Това съвпадение вдъхновява Питър Крифт за книгата му „Между рая и ада: Диалог някъде след смъртта на Джон Ф. Кенеди, К. С. Луис & Олдъс Хъксли“.
К. С. Луис е честван на 22 ноември по църковния календар на Епископалната църква.

## Избрани произведения

### Серия „Космическа трилогия“ (Cosmic Trilogy или Space Trilogy)
1. Out of the Silent Planet (1938)
Отвъд безмълвната планета, изд. „Сиела“ (2009), прев. Любомир Николов, ISBN 978-954-28-0474-1
2. Perelandra (1943)
Переландра (Пътуване към Венера), изд. „Сиела“ (2009), прев. Любомир Николов, ISBN 978-954-28-0475-8
3. That Hideous Strength (1945)
Онази грозна сила: : съвременна приказка за възрастни, изд. „Сиела“ (2009), прев. Любомир Николов, ISBN 978-954-28-0476-5
4. The Dark Tower (1977), незавършена новела

### Серия „Хрониките на Нарния“ (The Cronicles of Narnia)
1. The Lion, the Witch and the Wardrobe (1950)
Лъвът, вещицата и дрешникът, изд. „Отечество“ (1985), прев. Александра Жулева 
Лъвът, вещицата и дрешникът, изд. „Аполо прес“ (1997), прев. Василка Георгиева, ISBN 954-8251-35-3
Лъвът, вещицата и дрешникът, изд. „Труд“ (2005), прев. Василка Мирчева, ISBN 954-528-546-X
2. Prince Caspian (1951), 
Принц Каспиан, изд. „Аполо прес“ (1997), прев. Ивайла Божанова, ISBN 954-8251-37-X
Принц Каспиан, изд. „Труд“ (2005), прев. Ивайла Божанова, ISBN 954-528-551-6
3. The Voyage of the Dawn Trader (1952)
Плаването на „Разсъмване“, изд. „Аполо прес“ (1998), прев. Светла Биюкова, ISBN 954-8251-38-8
Плаването на „Разсъмване“, изд. „Труд“ (2005), прев. Светла Биюкова, ISBN 954-528-552-4
4. The Silver Chair (1953)
Сребърният стол, изд. „Аполо прес“ (1998), прев. Светла Биюкова, ISBN 954-8251-39-6
Сребърният стол, изд. „Труд“ (2005), прев. Светла Биюкова, ISBN 954-528-553-2
5. The Horse and His Boy (1954)
Брий и неговото момче, изд. „Аполо прес“ (1997), прев. Ивайла Божанова, ISBN 954-8251-36-1
Брий и неговото момче, изд. „Труд“ (2005), прев. Ивайла Божанова, ISBN 954-528-547-8
6. The Magician's Nephew (1955)
Племенникът на магьосника, изд. „Аполо прес“ (1997), прев. Ивайла Божанова, ISBN 954-8251-34-5
Племенникът на магьосника, изд. „Труд“ (2005), прев. Ивайла Божанова, ISBN 954-528-545-1
7. The Last Battle (1956)
Последната битка, изд. „Аполо прес“ (1999), прев. Даница Дабижева, ISBN 954-8251-40-X
Последната битка, изд. „Труд“ (2005), прев. Деница Дабижева, ISBN 954-528-554-0

#### Други произведения в света на Нарния, издадени на български
- The Chronicles of Narnia Box Set (2005) – книга 1 – 7 в кутия
Хрониките на Нарния – КОМПЛЕКТ, изд. „Труд“ (2008), ISBN 954-528-569-9
- The Chonicles of Narnia (1970), изд. и като The Complete Chonicles of Narnia – сборник (част 1 – 7)
Хрониките на Нарния – общо издание, изд. „Труд“ (2008), ISBN 978-954-528-562-2
- The Chronicles of Narnia Colouring Book (2016) – с Паулин Байнс
Хрониките на Нарния: Официална книжка за оцветяване, изд. „Труд“ (2016), ISBN 978-954-398-476-3
- Ford, Paul F. – Companion to Narnia: A Complete Guide to the Magical World of C.S. Lewis’s The Chronicles of Narnia (1980)
Пол Ф. Форд – Нарния пътеводител: Магическият свят на Хрониките на Нарния, К. С. Луис, изд. „Бард“ (2008), ISBN 978-954-585-916-8

### Серия „Душевадец“ (Screwtape)
- The Screwtape Letters (1942) – роман
Писмата на Душевадеца, изд. „Нов човек“ (2010), прев. Ралица Ботева, ISBN 978-954-407-320-6
- Screwtape Proposes a Toast (1959) – разказ

- The Screwtape Letters & Screwtape Proposes a Toast (1961) – компилация
Писмата на Душевадеца; Душевадецът вдига тост, изд. „Славика“; изд. „Верен“ (1996), прев. Ралица Ботева, ISBN 954-8520-11-7 (Славика); ISBN 954-8225-15-8 (Верен)

### Други произведения на К. С. Луис издадени на български
- The Problem of Pain (1940)
Проблемът болка, изд. „Нов човек“ (1996), прев. Светла Биюкова, Цветан Биюков, ISBN 954-407-067-2
„Човешката порочност“ (откъс от кн.), в сп. „Съвременник“, бр. 2 (1995)
- Christian Behaviour: A Further Series of Broadcast Talks (1943)
„Християнският брак“ (откъс от кн.), във в. „Култура“, бр. 10 (6 март 1992) – есе
- „The Poison of Subjectivism“ (1943)
„Отровата на субективизма“, в антология „Консерватизмът“, т. 1, изд. „Гал-Ико“ (1999) – есе
- The Great Divorce (1945)
Великата раздяла, изд. „Нов човек“ (2002), прев. Божидар Златев, Цветан Биюков, ISBN 954-407-147-4
- Miracles (1947)
Чудесата, изд. „Нов човек“ (1998), прев. Мария Кръстева, ISBN 954-407-096-6
- „What Are We To Make of Jesus Christ?“ (1950) 
„Какво да правим с Иисус Христос?“, в сп. „Християнство и култура“, бр. 11 – 12 (2009) – есе
- Mere Christianity (1952) – вкл. The Case for Christianity (1942), Christian Behaviour (1943) и Beyond Personality (1944)
Обикновено християнство, изд. „Нов човек“ (1991), прев. Кристина Мишева, ISBN 954-407-013-3
Отвъд човека: Цената на съвършенството (второ преработено изд.), изд. „Нов човек“ (1997), прев. Кристина Мишева, ISBN 954-407-083-4
- Surprised by Joy: The Shape of My Early Life (1955)
Застигнат от радостта, изд. „Рива“ (2005), прев. Елика Рафи, ISBN 954-320-055-6
- „What Christmas Means to Me“ (1957)
„Какво означава за мен Рождество?“, в сп. „Християнство и култура“, бр. 10 (2013) – есе
- The Four Loves (1960)
Четири пъти любов, изд. „Нов човек“ (2006), прев. Светла Биюкова, ISBN 954-407-074-5
- A Grief Observed (1961)
„Свидетелство за смъртта“ (откъс от кн.), в сп. „Християнство и култура“, бр. 1 (2015)
- We Have No Right to Happiness (1963) 
„Ние нямаме „право на щастие“ – Човек или заек?“, в сп. „Християнство и култура“, бр. 1 (2005) – есе

## Комикси по произведения на К. С. Луис
- The Screwtape Letters (1994) – графична новела на изд. Marvel, адаптация Чарлз Е. Хол
- We Pounce On... The Chronicles of Narnia: Prince Caspian (2008) – пародия на филма в бр. 491 на сп. MAD (1 юли 2008 г.), изд. DC Comics

## Екранизации по произведения на К. С. Луис
- The Magician's Nephew (1959) – епизод в рамките на канадския тв сериал „Hidden Pages“, излъчен на 27 март 1959 г.
- The Lion, the Witch and the Wardrobe (1963) – епизод в рамките на британската телевизионна поредица „Story Box“ (еп. 3, сезон 1), излъчен на 15 май 1963 г. (реж. Прудънс Несбит)
- The Lion, the Witch and the Wardrobe (1967) – британска телевизионна поредица в 10 епизода (реж. Хелън Стандейж)
- The Lion, the Witch and the Wardrobe (1967) – прочит в 5 части на книгата „Лъвът, вещицата и дрешникът“ в рамките на втория сезон на британската телевизионна поредица „Jackanory“ по телевизия BBC.
- Prince Caspian (1968) – прочит в 5 части на книгата „Принц Каспиан“ в рамките на третия сезон на британската телевизионна поредица „Jackanory“ по телевизия BBC.
- The Lion, The Witch and the Wardrobe (1979) – британско-американски анимационен филм в 2 части, излъчени на 1 април 1979 г. по американската телевизия CBS (реж. Бил Мелендес)
- Хрониките на Нарния (1988 – 1990) – британски тв сериал, излъчен по BBC в 3 части:
  - The Lion, the Witch, & the Wardrobe (1988) – 6 епизода (реж. Мерилин Фокс), награда БАФТА за най-добро видео осветление (1988)
  - Prince Caspian and The Voyage of the Dawn Treader (1989) – 6 епизода (реж. Алекс Кирби)
  - The Silver Chair (1990) – 6 епизода (реж. Алекс Кирби)
- Хрониките на Нарния: Лъвът, Вещицата и Дрешникът (The Chronicles of Narnia: The Lion, The Witch and the Wardrobe) (2005) – британско-американски кинофилм (реж. Андрю Адамсън)
- Хрониките на Нарния: Принц Каспиян (The Chronicles of Narnia: Prince Caspian) (2008) – британско-американски кинофилм (реж. Андрю Адамсън)
- Хрониките на Нарния: Плаването на „Разсъмване“ (The Chronicles of Narnia: The Voyage of the Dawn Treader) (2010) – британско-американски кинофилм (реж. Майкъл Аптед)
- The Chronicles of Narnia: The Silver Chair – предстоящ кинофилм
- A Grief Observed (2013) – американски късометражен филм (реж. Травис Кросби)
- Affectionately Yours, Screwtape: The Devil and C.S. Lewis (2007) – американски филм (реж. Том Далис)
- The Screwtape Letters (2014) – американски късометражен филм (реж. Джони Гагнън)